# 競馬ヘッドライン
競馬HEADLINE（けいばへっどらいん）は、株式会社NISが運営する競馬の総合ニュースサイトである。2015年6月開設。

## 概要
中央・地方・海外競馬など競馬全般に関する最新のニュースをお届けする競馬の総合ニュースサイト。ニュース以外にも馬の血統分析やデータ考察などのコラムを掲載中。また、外部の予想家による寄稿記事なども寄せられている。

## 主なコンテンツ[3]
- ニュース
- 予想・見解
- データ分析
- コラム

## 寄稿者
- 川崎貴博[4]
- 松浦團十郎[5]
- 小倉けいすけ[6]
- 倉本匠馬[7]
- 加付的[8]
- 辺見啓貴[9]